# ادوارد انگلاند
ادوارد انگلاند (انگلیسی: Edward England; ح. 1685 – 1720/21 (aged approximately 36)) کاپیتان (ناخدا) دزدان دریایی و اهل جمهوری ایرلند بود.